# Caixa (Cabo Verde)
Monte Caixa ou Tope de Caixa (em crioulo cabo-verdiano: Monti Kaixa, em crioulo de São Vicente: Mont d' Kaxa) é uma montanha, com 531 m, localizada no centro-sul da ilha de São Vicente, do Barlavento de Cabo Verde.

## Lugares próximos
- São Pedro, oeste
- Mindelo, norte
- Ribeira Julião, norte
- Madeiral, este

| Ilha de São Vicente |
| --- |
| Zonas e Lugares Baía das Gatas \| Calhau \| Lameirão \| Lazareto \| Madeiral \| Mato Inglês \| Mindelo \| Praia do Norte \| Ribeira da Vinha \| Ribeira de Calhau \| Ribeira de Julião \| Salamansa \| São Pedro \| Seixal |
| Montanhas Fateixa \| Madeiral \| Monte Cara \| Monte Verde \| Tope de Caixa \| Topona |
| Ribeiras Ribeira de Julião |
| Outros Flamengos \| Fontainhas \| João Evora \| Palha Carga \| Pé de Verde \| Praia Grande \| Saragaça \| Viana |
| Cabo Verde \| Sotavento \| São Vicente |